# رسول موحدیان عطار
رسول موحدیان عطار دیپلمات اهل ایران، عضو تیم مذاکره‌کننده ایران، سفیر ایران در بریتانیا، سفیر ایران در جمهوری چک و سفیر ایران در پرتغال بوده‌است.